# Amos Doolittle
Pour les articles homonymes, voir Doolittle (homonymie).
Amos Doolittle, né le 18 mai 1754 à Cheshire et mort le 30 janvier 1832 à New Haven, est un graveur et orfèvre américain. Il est surnommé le « Revere du Connecticut ». Artiste autodidacte, Doolittle est devenu un expert dans la gravure sur cuivre et s'est spécialisé dans les scènes de la guerre d'indépendance des États-Unis.

Série de gravures sur les batailles de Lexington et Concord (1775)
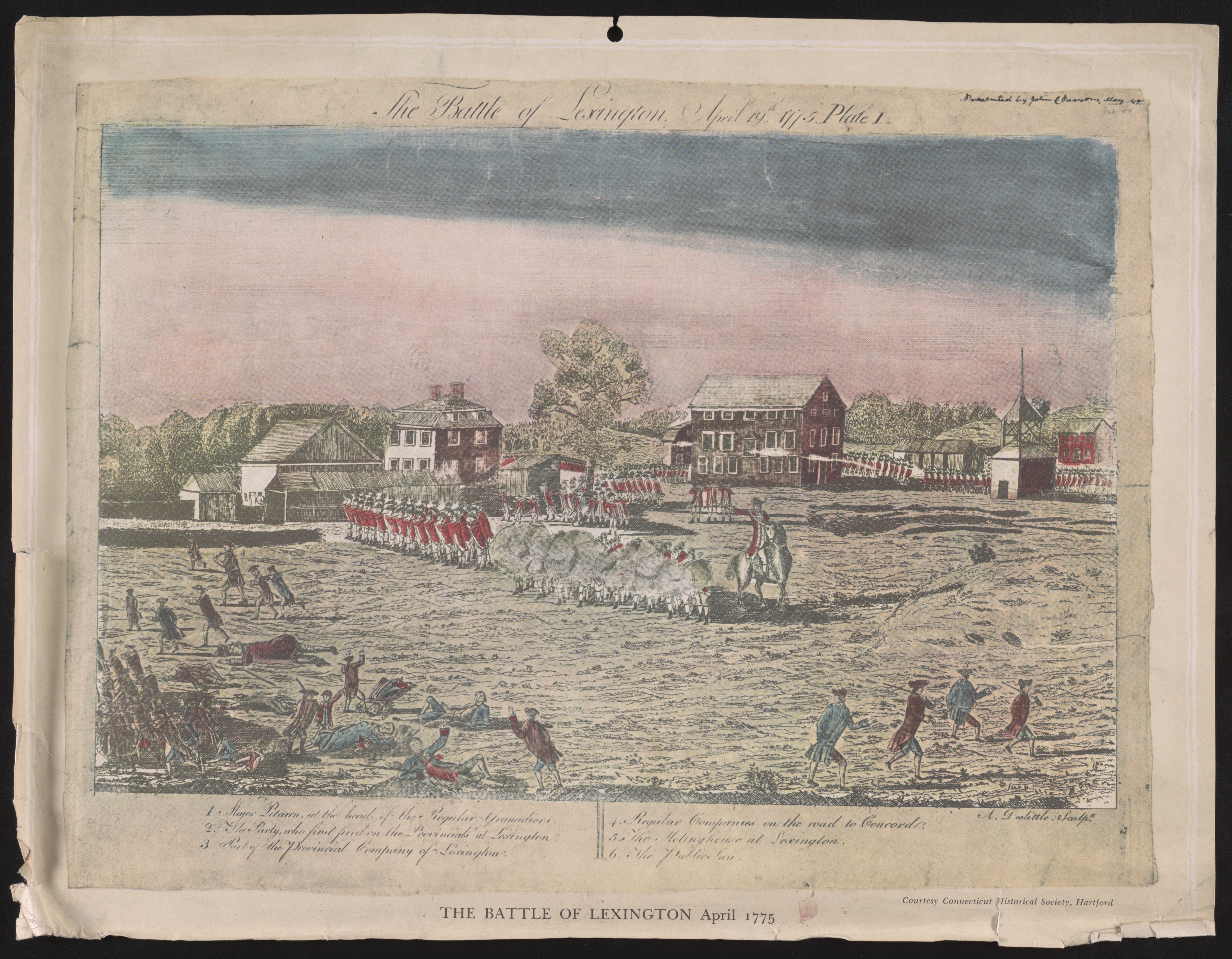
Bataille de Lexington.
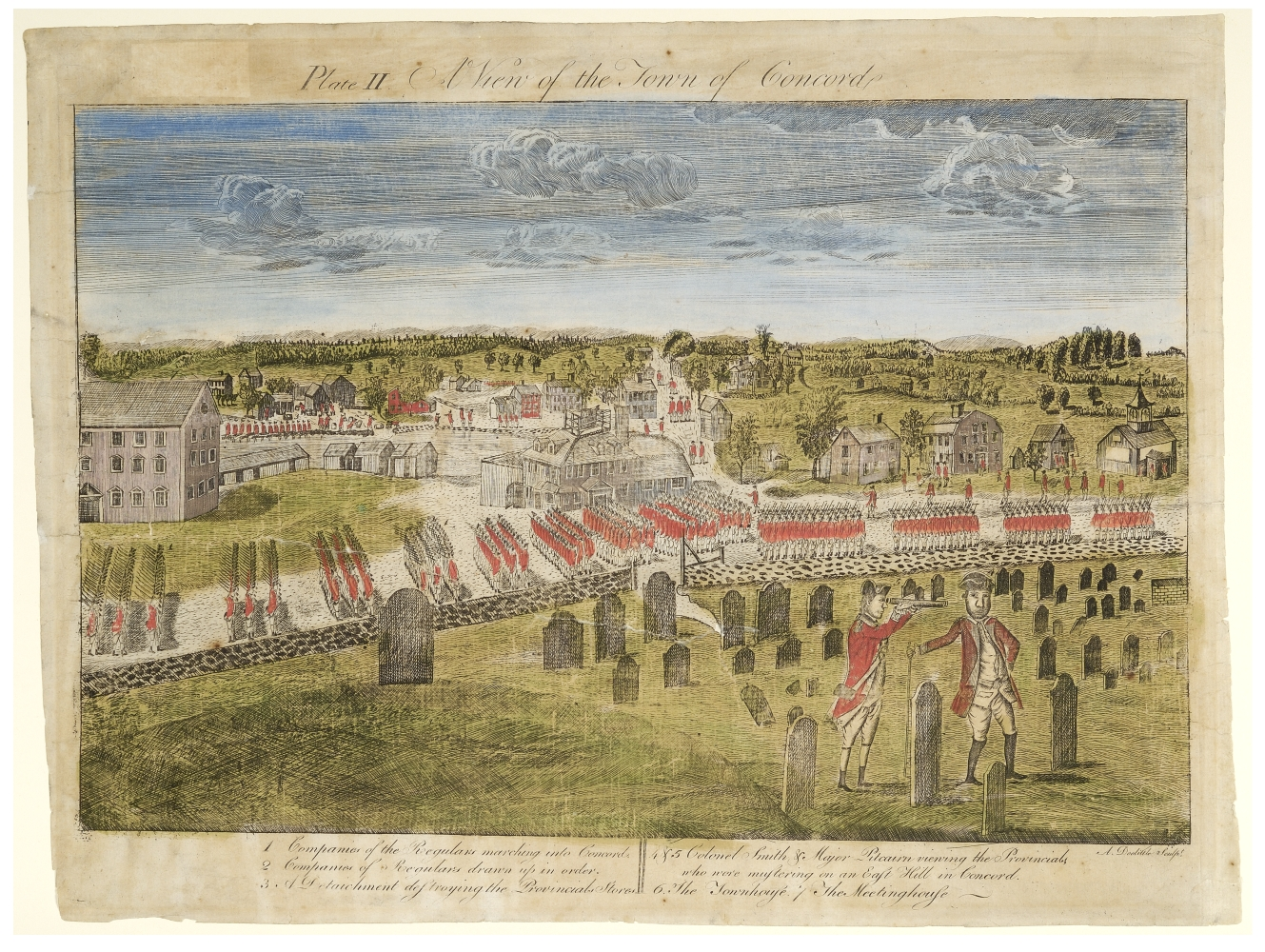
Les Britanniques entrant dans Concord.
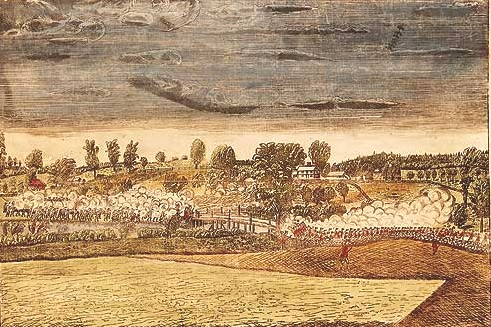
L'échange de tirs sur le North Bridge.
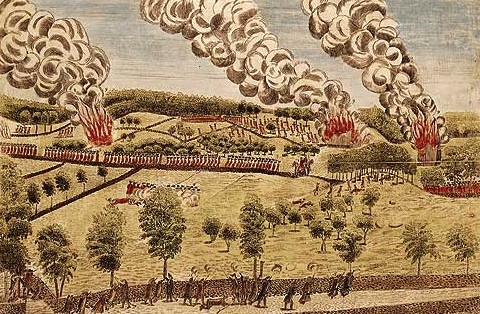
Percy au secours des soldats rentrant sur Boston.